# Frederick Wells
William Frederick Wells, född 1762 i London, död 10 november 1836 i Mitcham, Surrey, var en engelsk målare, grafiker och teckningslärare.
Wells studerade konst för John James Barralet och gjorde sig främst känd som en akvarellist. Han genomförde ett antal studie- och målarresor till kontinenten och Skandinavien 1804–1806 där han målade ett antal motiv från Bohus fästning och Fredrikshald. Han var anställd som teckningslärare vid Military College i Addiscombe 1809–1829. Tillsammans med John Laporte gav han ur en gravyrsvit med verk efter Thomas Gainsborough som var en nära vän till Wells. Han finns representerad vid bland annat Victoria & Albert Museum i London.